# Аризонский музей естественной истории
Аризонский музей естественной истории (англ. Arizona Museum of Natural History, первоначальное название: Mesa Southwest Museum) — исторический и естественнонаучный музей, расположенный в городе Меса в штате Аризона. Включает экспозиции, посвящённые естественной и культурной истории юго-запада США.

## История
Музей был основан в 1977 году. С тех пор его площадь разрослась до 7432 м², а коллекция включает 58000 предметов. Музей спонсирует продолжающиеся до настоящего времени раскопки руин в Меса-Гранде, крупного памятника культуры Хохокам классического периода.
Кроме того, в состав музейного комплекса входит Сёррин-Хаус (Sirrine House), здание в стиле королевы Анны, сооружённое в Месе в 1896 году — дом-музей викторианской эпохи. Сёррин-Хаус сейчас открыт только для специальных мероприятий.